# Liste der Bodendenkmäler in Metten
ǍǍAuf dieser Seite sind die Bodendenkmäler in dem niederbayerischen Markt Metten zusammengestellt. Diese Tabelle ist eine Teilliste der Liste der Bodendenkmäler in Bayern. Grundlage ist die Bayerische Denkmalliste, die auf Basis des Bayerischen Denkmalschutzgesetzes vom 1. Oktober 1973 erstmals erstellt wurde und seither durch das Bayerische Landesamt für Denkmalpflege geführt wird. Die folgenden Angaben ersetzen nicht die rechtsverbindliche Auskunft der Denkmalschutzbehörde.

## Bodendenkmäler in Metten

### Bodendenkmäler in der Gemarkung Metten
| Lage              | Objekt | Akten-Nr.     | Bild |
| ----------------- | --- | ------------- | ---- |
| Metten (Standort) | Siedlung des Neolithikums. | D-2-7143-0049 |      |
| Metten (Standort) | Siedlung der Urnenfelderzeit. | D-2-7143-0050 |      |
| Metten (Standort) | Station des Mittelpaläolithikums. | D-2-7143-0051 |      |
| Metten (Standort) | Siedlung des Jungneolithikums. | D-2-7143-0053 |      |
| Metten (Standort) | Untertägige mittelalterliche und frühneuzeitliche Befunde im Bereich der Katholischen Kloster- und Pfarrkirche St. Michael.                                                         | D-2-7143-0133 |      |
| Metten (Standort) | Untertägige mittelalterliche und frühneuzeitliche Befunde im Bereich des Klosters Metten.                                                                                           | D-2-7143-0144 |      |
| Metten (Standort) | Untertägige mittelalterliche und frühneuzeitliche Befunde und mittelalterlicher Ministerialensitz im Bereich des Kirchhofes und der Katholischen Kirche St. Peter und Paul in Berg. | D-2-7143-0146 |      |
| Metten (Standort) | Untertägige mittelalterliche und frühneuzeitliche Befunde im Bereich der Hofwüstung Unterdachsbühl.                                                                                 | D-2-7143-0229 |      |
| Metten (Standort) | Untertägige frühneuzeitliche Befunde im Bereich der Katholischen Kirche Unsere Liebe Frau in Uttobrunn.                                                                             | D-2-7143-0231 |      |
| Metten (Standort) | Untertägige mittelalterliche und frühneuzeitliche Befunde im Bereich des Kirchhofs und der ehemalige Katholischen Friedhofskirche St. Martinus in Metten.                           | D-2-7143-0233 |      |
| Metten (Standort) | Untertägige Teile der ehemalige mittelalterlichen bzw. frühneuzeitlichen Befestigung des Klosters Metten.                                                                           | D-2-7143-0234 |      |
| Metten (Standort) | Untertägige mittelalterliche und frühneuzeitliche Befunde im Bereich der ehemalige Wasserburg von Metten.                                                                           | D-2-7143-0235 |      |
| Metten (Standort) | Untertägige mittelalterliche und frühneuzeitliche Hofwüstung im Bereich der Einöde Wimpassing.                                                                                      | D-2-7143-0263 |      |